# Сграда на Библиотеката „Гоце Делчев“ (Щип)
Сградата на Библиотека „Гоце Делчев“ (на македонска литературна норма: Зграда на Библиотека „Гоце Делчев“) е библиотечна сграда в град Щип, Република Македония. Обявена е за паметник на културата.

## Описание
Сградата е изградена в периода 1974 – 1978 година. Тържествено е открита на 4 май 1978 година.
Сградата се намира на открито място в центъра на града между трите училища, на улица „Вита Попйорданова“ № 5. Построена е на стръмен терен, който позволява оформяне на раздвижена каскадна фасада на шест етажа, които напомнят за староградската архитектура. Раздвижеността е постигната чрез извеждана на полунива в етажната конструкция, с което външно се оформят девет отделни обекта.